# Kubek (jezioro)

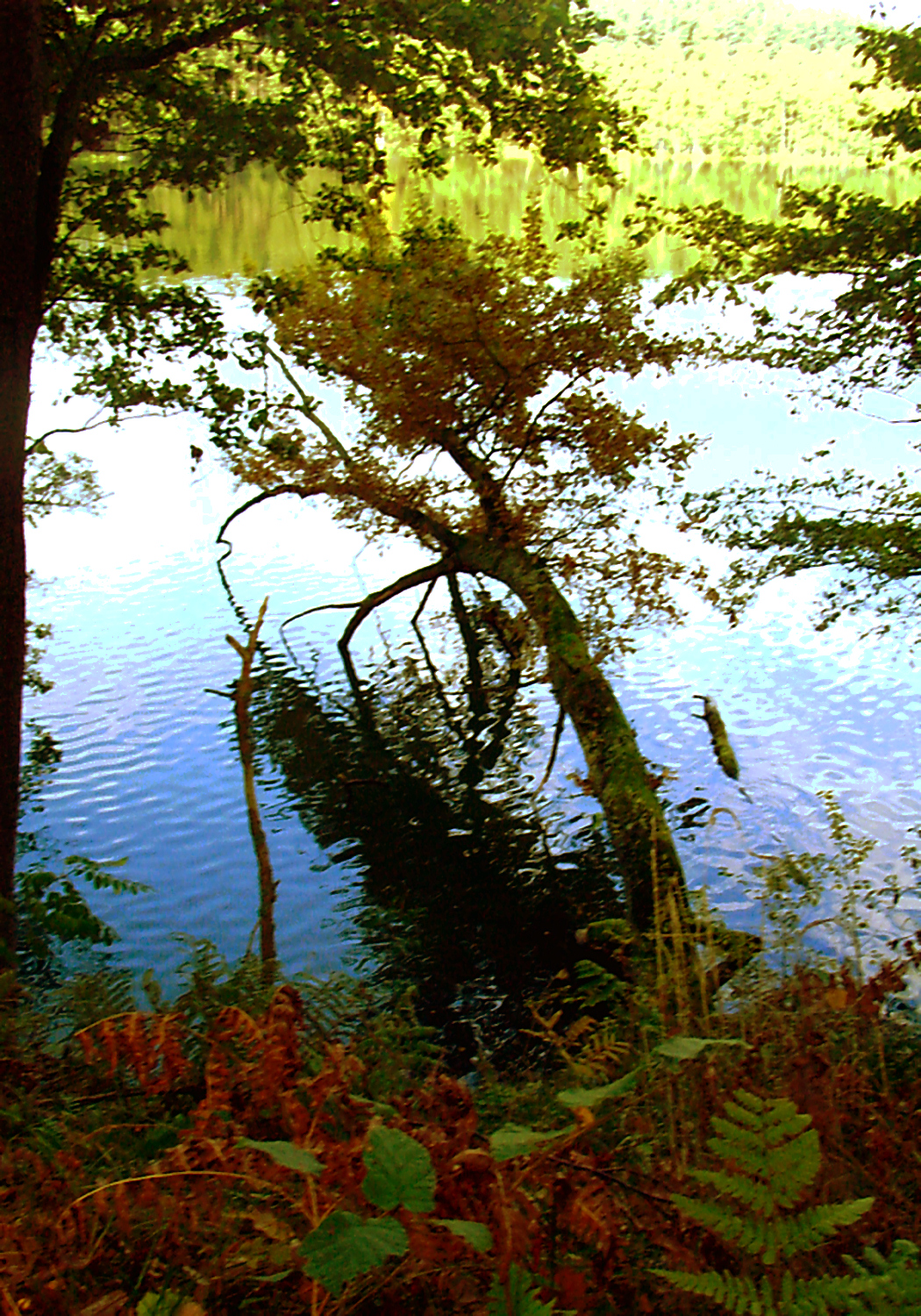
Z powodu różnorodności flory obszar jeziora został objęty ochroną

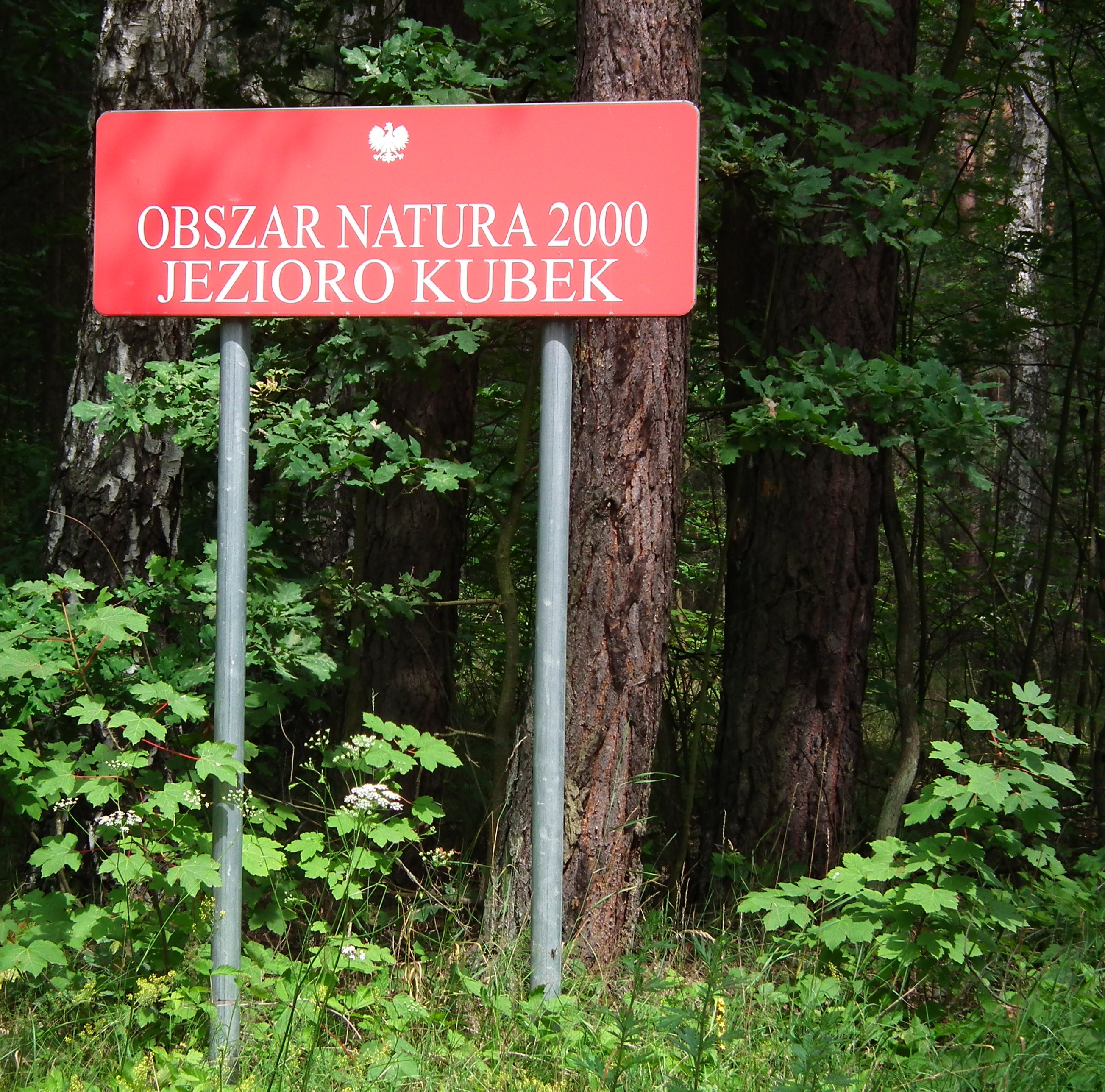
Tablica obszaru Natura 2000

Kubek – jezioro rynnowe w Kotlinie Gorzowskiej, w gminie Sieraków, na południowym skraju Puszczy Noteckiej, w obrębie wsi Bucharzewo.
Nad jeziorem leżą dwie integralne części sołectwa:
- Jeleniec – leśniczówka na zachodnim brzegu jeziora,
- Jeziorno – niewielka osada śródleśna (około 25 mieszkańców), w której znajduje się pole biwakowe i niestrzeżone kąpielisko.

## Warunki naturalne
Śródleśne jezioro Pojezierza Międzychodzko Sierakowskiego zasilane przez źródliska zajmujące rozległy obszar przylegający do północnego brzegu. Odpływ wody jest regulowany przez groblę z jazem piętrzącym przy osadzie Jeziorno, gdzie wybudowano kompleks stawów rybnych.
Morfometria: powierzchnia 69,0 ha, głębokość maksymalna 3,5 m, a średnia 2,0 m. Od lat 90. XX wieku stan czystości wód jest zły.
Jakość wód: badania monitoringowe prowadzone od roku 2010 potwierdzają, że jakość wód jest nadal zła a poziom trofii bardzo wysoki (hypereutrofia). Corocznie latem obserwuje się masowe zakwity fitoplanktonu, w tym toksycznych sinic bezpośrednio zagrażających kąpiącym. Pomimo zasilania jeziora wyłącznie przez bardzo czyste wody ze źródlisk leśnych stężenia fosforu w toni wodnej są bardzo duże, a warunki tlenowe latem skrajnie złe (natlenione są wody do głębokości niecałego metra). Czynnikiem o kluczowym znaczeniu dla degradacji jeziora jest bardzo duże zagęszczenie i zła struktura ichtiofauny. Według badań z roku 2014 rybostan tworzy 10 gatunków, a dominują planktonożerne z głównym udziałem płoci (>70%). Zagęszczenie ryb w jeziorze jest bardzo wysokie (średnio 23,5 kg /100 m² sieci). Przegęszczenie ryb planktonożernych uniemożliwia rozwój dużych gatunków zooplanktonu zdolnych do eliminacji fitoplanktonu i toksycznych zakwitów.

## Ochrona przyrody
- Obszar Natura 2000[8]:

Ostoja „Jezioro Kubek” (Natura 2000 PLH300006) to obszar leżący na pograniczu wysokiej i środkowej terasy Obornickiej Doliny Warty oraz pól wydmowych Międzyrzecza Warty i Noteci, na północ od Sierakowa.
W skład ostoi wchodzą:
- Jezioro Kubek otoczone niemal ze wszystkich stron lasami.
- Kompleksy lasów bagienno-łęgowych (olsy i łęgi olszowe);
- Kompleks roślinności związanej z cyrkiem źródliskowym niewielkiego strumienia zasilającego jezioro, a wypływającego spod wału wydm przy jego północnych brzegach.

W płytkich, bardzo czystych wodach częste są płaty Cardamino – Beruletum i Beruletum submersae, a na stromych skarpach potoków zbiorowisko mszaków o charakterze źródliskowym Pellio – Conocephaletum.
W miejscach, gdzie woda sączy się wolniej i dochodzi do zabagnień, pojawiają się płaty Chrysosplenio – Cardaminetum i Caricetum remotae.
Zbiorowiska te otoczone są olszynami, także o charakterze źródliskowym.
Stwierdzono tu zarówno płaty olsu porzeczkowego, jak i łęgu olszowego. Kompleks lasów olszowych otoczony jest przez bory sosnowe Puszczy Noteckiej.
Kubek chroni znakomicie zachowany kompleks zbiorowisk naturalnych związanych m.in. ze szczególnym układem warunków siedliskowych powstających na styku dwóch fizjotopów:
- typowych dla Puszczy Noteckiej zalesionych wydm,
- stosunkowo rozległej misy jeziora u ich podstawy.

Najważniejsze walory ostoi to:
- duża różnorodność siedliskowa,
- bogactwo zbiorowisk higrofilnych.

Dotąd stwierdzono występowanie 8 rodzajów siedlisk, w tym priorytetowych łęgów olszowych, bardzo dobrze wykształcony, rozległy kompleks olsów i towarzyszącej im roślinności związanej z krystalicznymi wodami źródlanymi. Nad Kubkiem stwierdzono pełne zróżnicowanie zbiorowisk źródliskowych występujących w Wielkopolsce.
We florze omawianego obszaru, stwierdzono kilka roślin naczyniowych chronionych prawem lub regionalnie zagrożonych.
W okolicy Kubka znaleziono 30 gatunków mchów, w tym stosunkowo tu rzadkie Sphagnum squarrosum i Sphagnum fimbriatum oraz gatunki źródliskowe, np. Cratoneuron filicinum.

## Atrakcje turystyczne
We wsi Jeziorno zbiegają się 2 szlaki turystyczne:
- pieszy szlak  PTTK: biegnący z Bukowca do Borowego Młyna, aż do Lewic, w gm. Międzychód,
- rowerowy szlak  „wokół Sierakowa”: biegnący z Bukowca, na Pławiska i Błoto, aż do Jaroszewa.

Poza tym znajduje się tam pole biwakowe, kąpielisko niestrzeżone oraz łowisko ryb.